# Liste der Stolpersteine in der früheren Provinz Triest

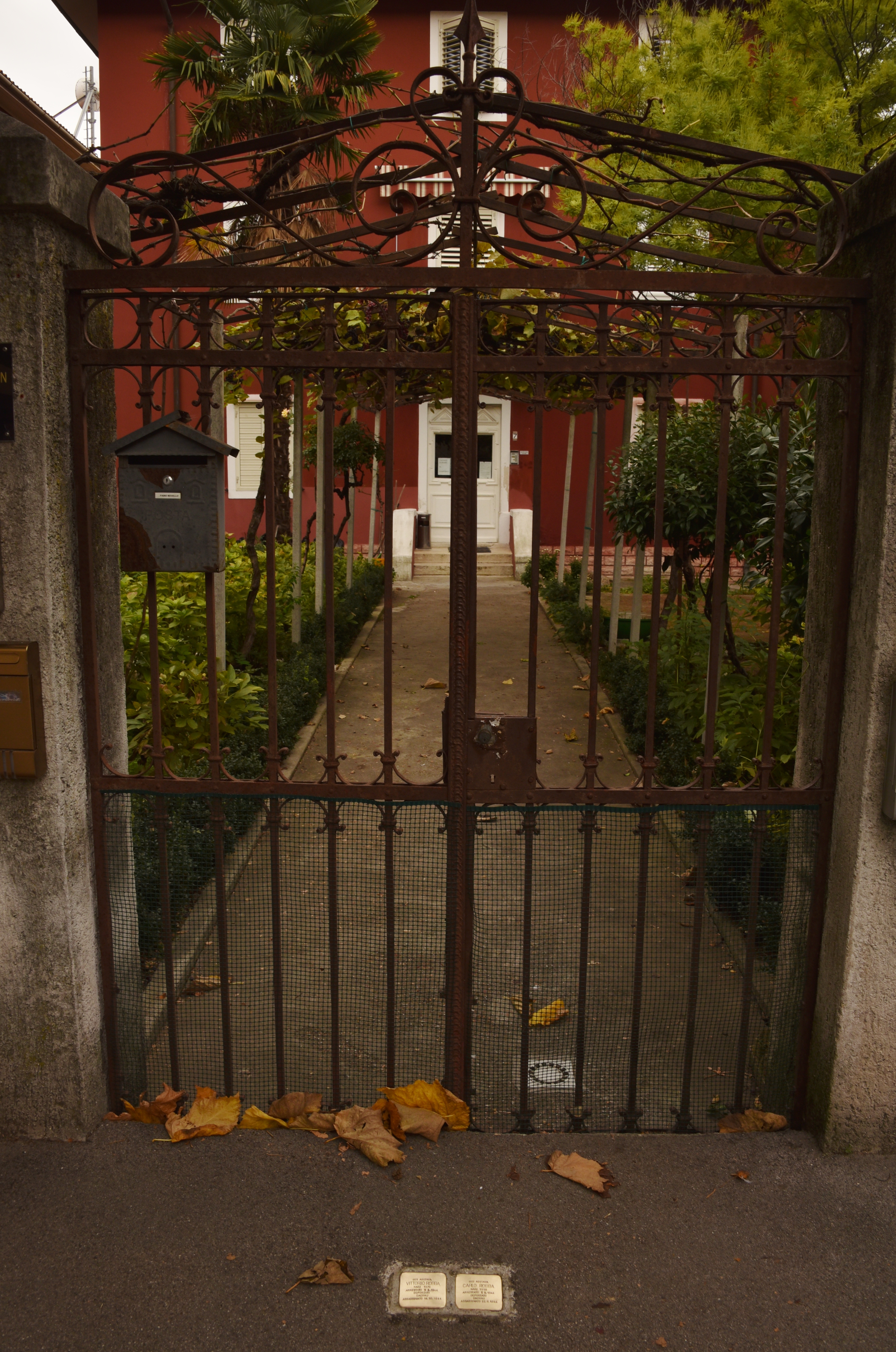
Stolpersteine in Muggia

Die Liste der Stolpersteine in der früheren Provinz Triest enthält die Stolpersteine in der früheren Provinz Triest. Stolpersteine erinnern an das Schicksal der Menschen aus dieser Provinz, die von Nationalsozialisten ermordet, deportiert, vertrieben oder in den Suizid getrieben worden sind. Die Stolpersteine wurden von Gunter Demnig verlegt. Sie liegen im Regelfall vor dem letzten selbstgewählten Wohnort des Opfers. Ihre Bezeichnung lautet auf Italienisch: Pietre d’inciampo.
Die erste Verlegungen in dieser Provinz erfolgte am 23. Januar 2018 in Triest.

## Liste der Stolpersteine

### Duino-Aurisina
In Duino-Aurisina wurden 13 Stolpersteine verlegt, vier davon an Hauswänden bzw. Gartenmauern.
| Stolperstein | Inschrift                                                                                          | Verlegeort                     | Name, Leben                       |
| ------------ | -------------------------------------------------------------------------------------------------- | ------------------------------ | --------------------------------- |
|              | HIER WOHNTE BERNARD ANTONIČ GEBOREN 1924 ERMORDET 1945 RISIERA                                     | Malchina-Mavhinje              | Bernard Antonič (1924–1945)       |
|              | IN PRAPROZ WOHNTE MAKSIMILIJAN BLAŽINA GEBOREN 1913 DEPORTIERT 1944 DACHAU ERMORDET 14.3.1945      | Prepotto-Praprot               | Maksimilijan Blažina (1913–1945)  |
|              | IN PRAPROZ WOHNTE JOSIP FERFOLJA GEBOREN 1926 ERMORDET 7.4.1945 RISIERA                            | Medeazza-Medjevas              | Josip Ferfolja (1926–1945)        |
|              | IN VIŽOVIJE WOHNTE IVAN FURLAN GEBOREN 1920 ERMORDET 15.7.1944 RISIERA                             | Visogliano-Vižovije            | Ivan Furlan (1920–1944)           |
|              | HIER WOHNTE MAKSIMILIJAN GABROVEC GEBOREN 1906 DEPORTIERT 1944 DACHAU ERMORDET 28.3.1945           | Sistiana 45A                   | Maksimilijan Gabrovec (1906–1945) |
|              | IN PREČNIK WOHNTE FRIDERIKA GRUDEN GEBOREN 1918 ERMORDET 10.3.1944 RAVENSBRÜCK                     | Precenico-Prečnik              | Friderika Gruden (1918–1944)      |
|              | IN PRAPROZ WOHNTE IVAN KANTE GEBOREN 1889 ERMORDET 10.1.1944 GUSEN                                 | Prepotto-Praprot               | Ivan Kante (1889–1944)            |
|              | IN NABREŽINA WOHNTE EDVARD KOJANEC GEBOREN 1929 DEPORTIERT 1944 SANGERHAUSEN ERMORDET 18.11.1944   | Aurisina centro-Nabrežina      | Edvard Kojanec (1929–1944)        |
|              | IN PREČNIK WOHNTE ROZAMILA LEGIŠA GEBOREN 1922 ERMORDET 17.5.1945 RISIERA                          | Precenico-Prečnik              | Rozamila Legiša (1922–1944)       |
|              | IN TRNOVCA WOHNTE IVAN PAVLINA GEBOREN 1888 DEPORTIERT 1944 DACHAU ERMORDET 7.5.1944               | Ternova Piccola-Trnovca        | Ivan Pavlina (1888–1944)          |
|              | IN NABREŽINA WOHNTE REMIGIO PITTORITTO GEBOREN 1925 DEPORTIERT 1944 NEUENGAMME ERMORDET 22.12.1944 | Aurisina centro-Nabrežina      | Remigio Pittoritto (1925–1944)    |
|              | IN TRNOVCA WOHNTE AVGUST ŠKRK GEBOREN 1912 DEPORTIERT 1944 MAUTHAUSEN ERMORDET 1945 GUSEN          | Ternova Piccola-Trnovca        | Avgust Škrk (1912–1944)           |
|              | HIER WOHNTE ANTON TERČON GEBOREN 1906 DEPORTIERT 1944 FLOSSENBÜRG ERMORDET 1945                    | Ceroglie dell'Ermadda-Cerovije | Anton Terčon (1906–1945)          |

### Muggia
In Muggia wurden vier Stolpersteine an drei Adressen verlegt.
| Stolperstein | Inschrift                                                                                        | Verlegeort                     | Name, Leben                   |
| ------------ | ------------------------------------------------------------------------------------------------ | ------------------------------ | ----------------------------- |
|              | HIER WOHNTE GIUSEPPE GABBIANO GEBOREN 1925 DEPORTIERT DACHAU ERMORDET 31.12.1944                 | Via Dante Alighieri, 15 Muggia | Giuseppe Gabbiano (1925–1944) |
|              | HIER WOHNTE ALDO PETECH GEBOREN 1924 FESTGENOMMEN RISIERA DI SAN SABBA ERMORDET 22.11.1944       | Via Dante Alighieri, 1 Muggia  | Aldo Petech (1924–1944)       |
|              | HIER WOHNTE CARLO ROBBA GEBOREN 1918 VERHAFTET 7.5.1944 DEPORTIERT DACHAU ERMORDET 22.9.1944     | Via D’Annunzio, 7 Muggia       | Carlo Robba (1918–1944)       |
|              | HIER WOHNTE VITTORIO ROBBA GEBOREN 1879 VERHAFTET 7.5.1944 DEPORTIERT DACHAU ERMORDET 14.10.1944 | Via D’Annunzio, 7 Muggia       | Vittorio Robba (1918–1944)    |

### San Dorligo della Valle
In San Dorligo della Valle wurden drei Plagiate und zwei originale Stolpersteine verlegt. Die Plagiate finden sich in der Ortschaft Bagnoli della Rosandra / Boljunec, sie tragen nur eine slowenische Inschrift und wurden am 30. Januar 2021 verlegt. Die echten Stolpersteine tragen eine zweisprachige Inschrift, auf Slowenisch und Italienisch. Sie wurden am 29. September 2024 vor dem Kriegerdenkmal in Dolina verlegt.
| Stolperstein | Inschrift                                                                                            | Verlegeort                                               | Name, Leben                       |
| ------------ | --- | -------------------------------------------------------- | --------------------------------- |
|              | IN SAN DORLIGO WOHNTE ALBINA PRAŠELJ JERCOG GEBOREN 1912 DEPORTIERT 1944 RIŽARNA ERMORDET 30.11.1944 | Vor dem Kriegerdenkmal in Dolina San Dorligo della Valle | Albina Prašelj Jercog (1912–1944) |
|              | IN SAN DORLIGO WOHNTE SAVA SANCIN GEBOREN 1920 DEPORTIERT 1944 RIŽARNA ERMORDET 22.6.1944            | Vor dem Kriegerdenkmal in Dolina San Dorligo della Valle | Sava Sancin (1920–1944)           |

### Triest
In Triest wurden bis 2022 insgesamt 85 Stolpersteine verlegt. Siehe Liste der Stolpersteine in Triest.

## Verlegedatum
- 27. Januar 2022[4]